# أبراهام روبنسون
ابراهام روبنسون  (بالإنجليزية: Abraham Robinson)‏ (ولد روبنسون في السادس من تشرين الأول عام 1918 وتوفي في 11 نيسان 1974) عالم رياضيات معروف على نطاق واسع بتطوير التحليل غير القياسي وهو نظام دقيق رياضياً بواسطته تم إعادة دمج الأعداد المتناهية(مايُسمى بـِمتناهي الصغرأو Infinitesimal)
واللانهائية في الرياضيات الحديثة.
مايقرب من نص أوراق روبنسون كانت في الرياضيات التطبيقية وليس في الرياضيات البحتة.  

## السيرة الشخصية
ولد لعائلة يهودية ذات معتقدات صهيونية قوية، في فالدنبورغ-ألمانيا التي هي حالياً واوب جيخ في بولندا في 1933.هاجر إلىالانتداب البريطاني في فلسطين ، حيث حصل على أول درجة في الجامعة العبرية.روبنسون كان في فرنسا عندما غزا النازيون خلال الحرب العالمية الثانية وفروا بالقطار ثم مشياً على الأقدام حيث استجوبهم الجنود الفرنسيون الذين اشتبهوا بجواز سفره الألماني وطلب منهم مشاركة خريطته التي كانت أكثر تفصيلاً من خريطتهم.وعندما كان في لندن ، انضم إلى سلاح الجو الفرنسي الحر وساهم في المجهود الحربي بتدريسه ديناميكا هوائية ، وأصبح خبيراً في الجناحات الهوائية المستخدمة في أجنحة الطائرات المقاتلة.بعد الحرب، عمل روبنسون في لندن وتورنتووالقدس،وانتهى به المطاف في جامعة كاليفورنيا في لوس انجلوس عام 1962.

## العمل في نظرية النموذج
أصبح معروفاً بنهجة في استخدام أساليب المنطق الرياضي لمهاجمة المشكلات في التحليل والجبر المجرد.لقد أدخل العديد من المفاهيم الأساسية لنظرية النموذج.باستخدام هذه الطرق، وجد طريقة لاستخدام المنطق الرياضي لإظهار أن هناك نماذج غير قياسية ثابتة ذاتياً لنظام الأرقام الحقيقي الذي يتضمن أرقام لانهائية ومتناهية في الصغر.أظهر اخرون مثل ويلهيلموس لوكسمبورغ (Wilhelmus Luxemburg) أن النتائج نفسها يمكن تحقيقها باستخدام مرشحات فائقة الدقة (Ultrafilter)،مما جعل روبنسون متاحاً بشكل أكبر للرياضيين الذين يفتقرون إلى التدريب في المنطق الرياضي.نُشر كتاب روبنسون «التحليل غير القياسي» في عام 1966.كان روبنسون مهتماً بشدة بتاريخ وفلسفة الرياضيات، وكثيراً ما لاحظ انه يريد الدخول إلى رأس غوتفريد لايبنتس،أول عالم رياضيات يحاول التعبير بوضوح عن مفهوم الأعداد اللانهائية.بينما يتذكره زملاؤه في جامعة كاليفورنيا في لوس أنجلوس على أنه يعمل بجد لاستيعاب طلاب الدكتوراة من جميع مستويات القدرة من خلال العثور على مشاريع لهم بالصعوبة المناسبة.تم استدعاؤه من قبل ييل،وبعد تردد، انتقل إلى هناك في عام 1967.وفي ربيع عام 1973 كان عضواً في معهد الدراسات المتقدمة.مات من مرض سرطان البنكرياس عام 1974. 

## روابط خارجية
- أبراهام روبنسون على موقع الموسوعة البريطانية (الإنجليزية)

- أبراهام روبنسون في شجرة علماء الرياضيات